# Étourneau des pagodes
Sturnia pagodarum
Espèce
Statut de conservation UICN

 LC  : Préoccupation mineure
L'Étourneau des pagodes (Sturnia pagodarum) aussi appelé Martin des pagodes, Martin brahmanique, est une espèce de passereaux de la famille des Sturnidae récemment déplacée vers le genre Sturnia mais quelquefois encore classé dans le genre Sturnus.

## Description
Il mesure 21 cm et ne présente pas de dimorphisme sexuel.

## Répartition
Il vit en Afghanistan, au Népal, en Inde et au Sri Lanka.

## Galerie

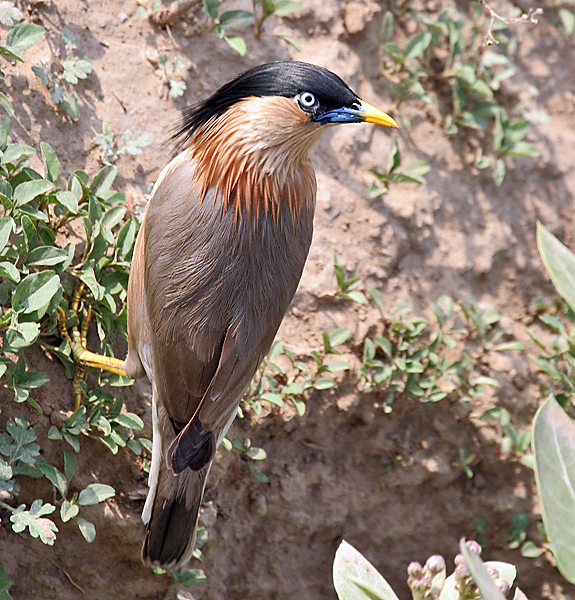
Vu de dessus, à Faridabad (District de Haryana, Inde)
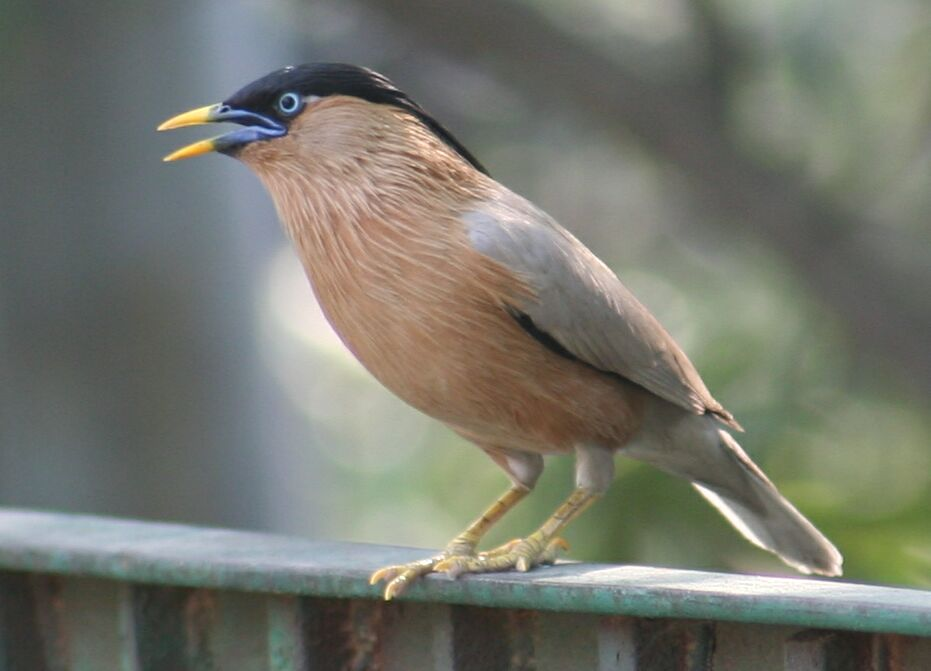
Toujours à Faridabad
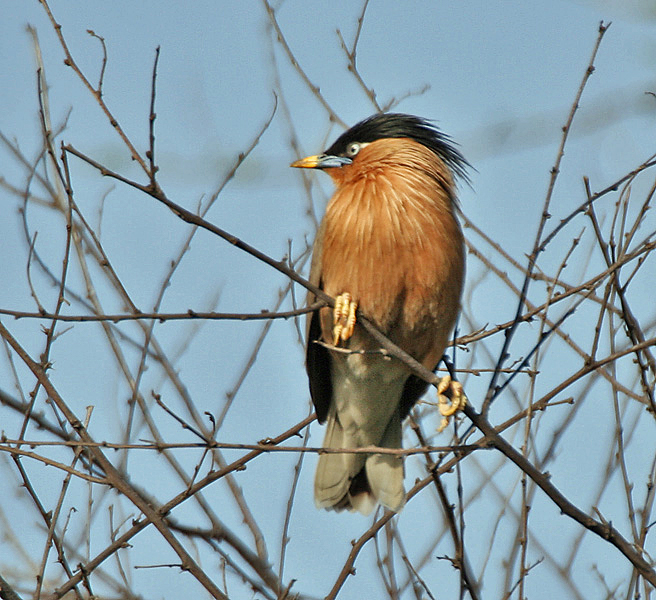
Au Keoladeo National Park (Bharatpur, Rajasthan, Inde)
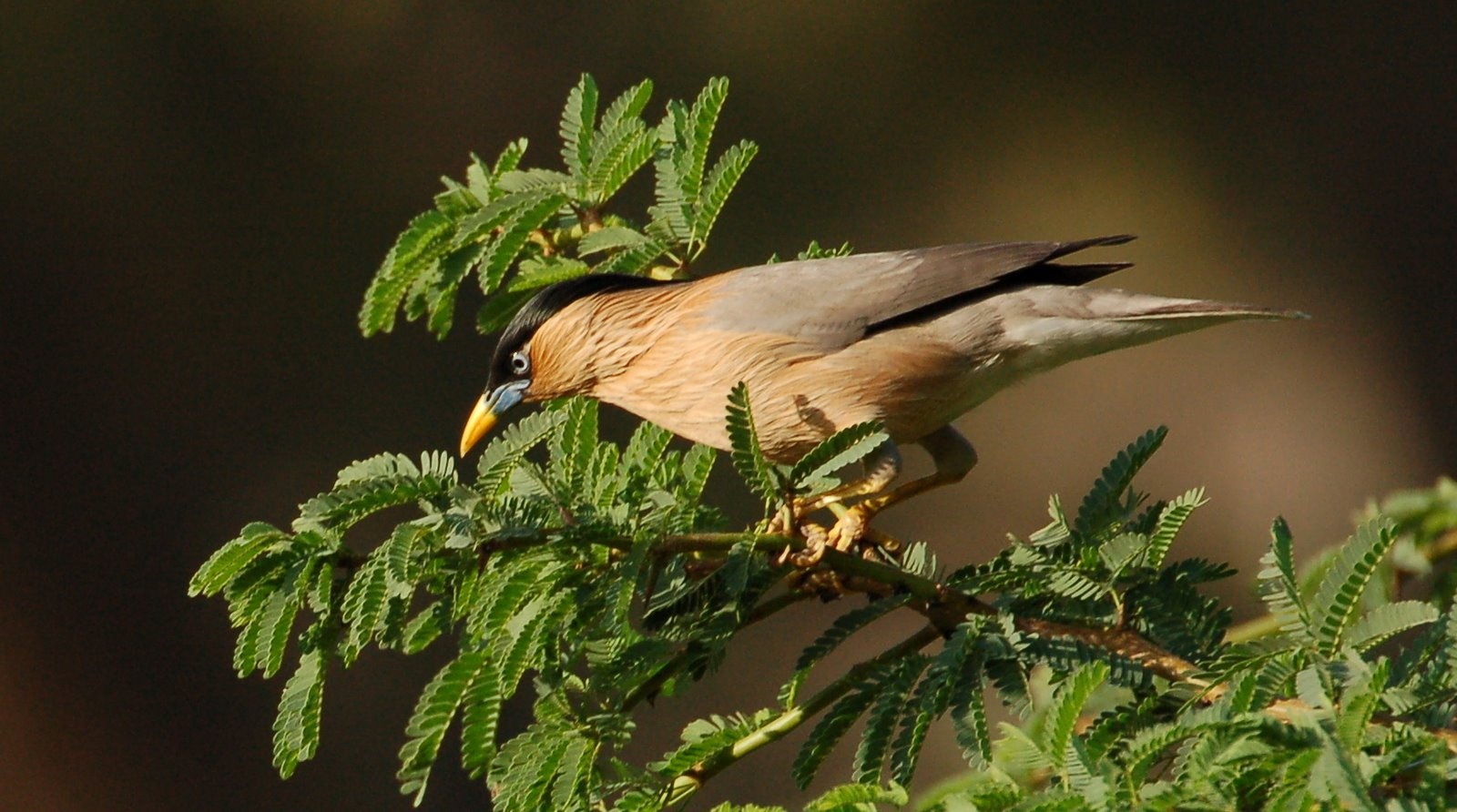
Adulte se nourrissant